# Friedhof Priesterweg

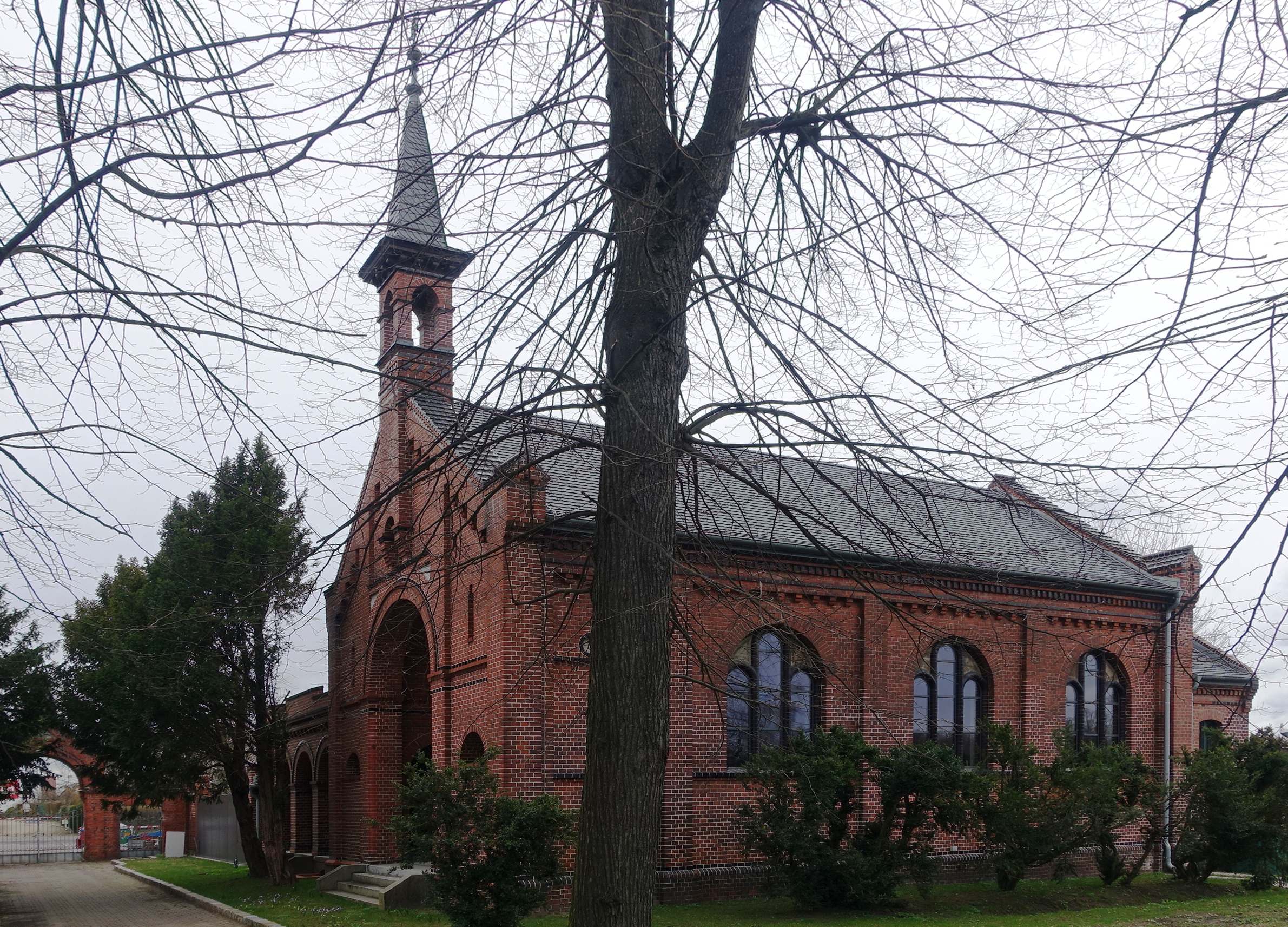
Denkmalgeschützte Kapelle von Paul Egeling

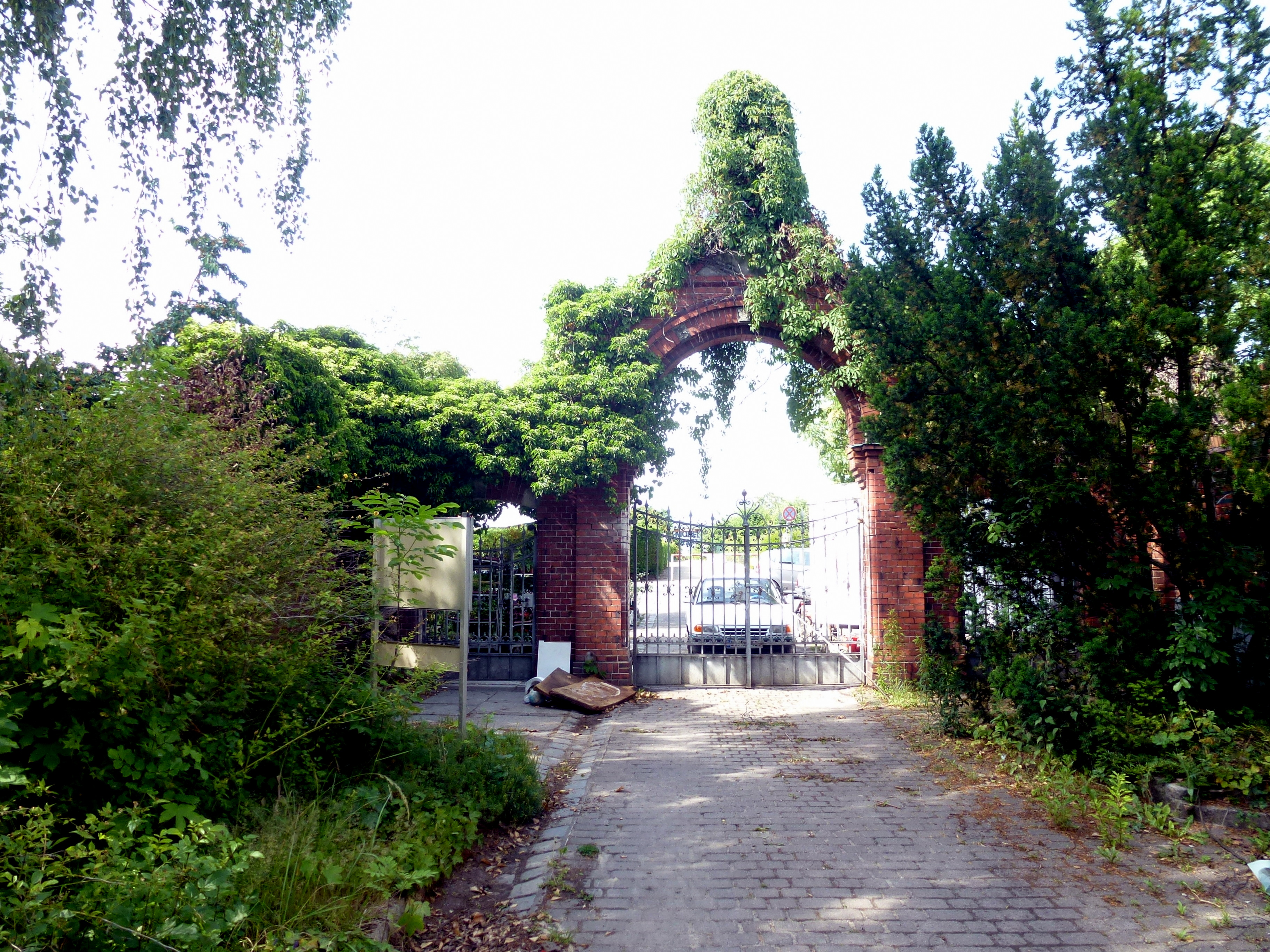
Eingangstor

Der landeseigene Friedhof Priesterweg (auch Friedhof am Priesterweg, auch Friedhof Schöneberg IV, heute seltener Neuer St.-Matthäus-Kirchhof) ist ein Friedhof im Berliner Ortsteil Schöneberg des Bezirks Tempelhof-Schöneberg nahe dem S-Bahnhof Priesterweg. Etliche Quellen geben als Adresse Priesterweg 17 an, tatsächlich liegt er am Matthäifriedhofsweg (ohne Nummer).

## Geschichte
Der heute 20.030 m² große Friedhof wurde von der evangelischen Gemeinde der St.-Matthäus-Kirche als Neuer St.-Matthäus-Kirchhof angelegt, nachdem der Alte St.-Matthäus-Kirchhof an seine Kapazitätsgrenze gekommen war und nicht mehr erweitert werden konnte. 1895 wurde die inzwischen denkmalgeschützte Kapelle nach Plänen von Paul Egeling erbaut. Im Jahr 1899 fand die erste Beerdigung statt. 
Dieser Friedhof inmitten von Kleingartenkolonien wurde jedoch von den meist wohlhabenden Gemeindemitgliedern kaum angenommen. Nach dem Ersten Weltkrieg verkaufte die Gemeinde ihn an die Stadt Berlin, womit er für alle Bekenntnisse zugänglich wurde.
Im Jahr 1938 sollte im Zuge des geplanten Umbaus Berlins zur Welthauptstadt Germania im Bereich des heutigen Bahnhofs Südkreuz der monumentale Südbahnhof entstehen. Der Friedhof musste zu diesem Zweck Flächen für die Gleisanlagen abtreten. Wie auch bei einigen anderen Schöneberger Friedhöfen kam ein Teil des Aushubs zum Südwestkirchhof Stahnsdorf und dort wohl im Bereich Neue Umbettung erneut beigesetzt, wie sich ein Autor am Beispiel des Grabes seines Großvaters erinnert.
Nach dem Zweiten Weltkrieg wurde der Friedhof, der heute eine sehr reizvolle Linden-Allee vorweisen kann, wieder aufgeforstet. Trotzdem blieb er ein wirtschaftliches Sorgenkind. Deshalb beschloss der Bezirk im Jahr 2004, ab Januar 2005 keine neuen Beerdigungen mehr zuzulassen. Im Jahr 2035 gilt dieser Friedhof dann als aufgelassen. Bereits im Juni 2016 war er weitgehend abgeräumt, nur circa 5 Prozent der Grabstellen waren noch sichtbar; auch das Grab des Berliner Originals Jakob Kuny, Begründer der Kunylogie, ist nicht mehr auffindbar (ehemals Grabstelle 14-1-7).
Im Sommer 2013 wurde die denkmalgeschützte Kapelle versteigert. Den Zuschlag bekam der Architekt Jo Sollich, der sich an einem Gestaltungswettbewerb beteiligte und zwischen der Friedhofsmauer und der Kapelle einen kleinen Anbau errichtete. Die Kapelle wurde renoviert und als Wohnhaus umgenutzt.